# Magiun
Magiunul este un desert din fructe care se prezintă sub formă de pastă alimentară consistentă. Este obținut prin fierberea și terciuirea prunelor sau altor fructe, de obicei fără adaos de zahăr. Magiunul de prune este, posibil, cel mai răspândit tip în România, deși se poate face magiun din orice fruct cu pulpa fermă, de genul merelor.
Diferența dintre magiun, marmeladă, gem și dulceață este, în principal, cantitatea de zahăr adaugată la 1 Kg de fructe în felul următor: magiun (0%), marmeladă (200-250g), gem (300 g) și dulceață (>700g) 

## Etimologie
Cuvântul magiun provine din limba turcă macun. 

## Rețetă
Pentru a face magiun, fructele sunt gătite la o temperatură scăzută până când o mare parte din apă s-a evaporat. După aceea, fructele sunt terciuite și conservate la borcan. 
În România, Magiunul de Topoloveni  este o specialitate alimentară cu denumire de origine protejată (DOP) care este realizată în întregime dintr-un singur ingredient: prune, fără îndulcitori sau conservanți.  

## Varietăți comune
- Magiun de mere
- Magiun de banane (mariola)
- Magiun de cireșe
- Magiun de smochine
- Magiun de guava (Cajeta de guayaba, mariola sau bocadillo)
- Magiun de mango (Cajeta de mango)
- Magiun de  pere
- Magiun de prune, cum ar fi powidl (Cehia) și magiun de Topoloveni (România)
- Magiun de dovleac
- Sirop de Liège